# Alvise Mocenigo I.

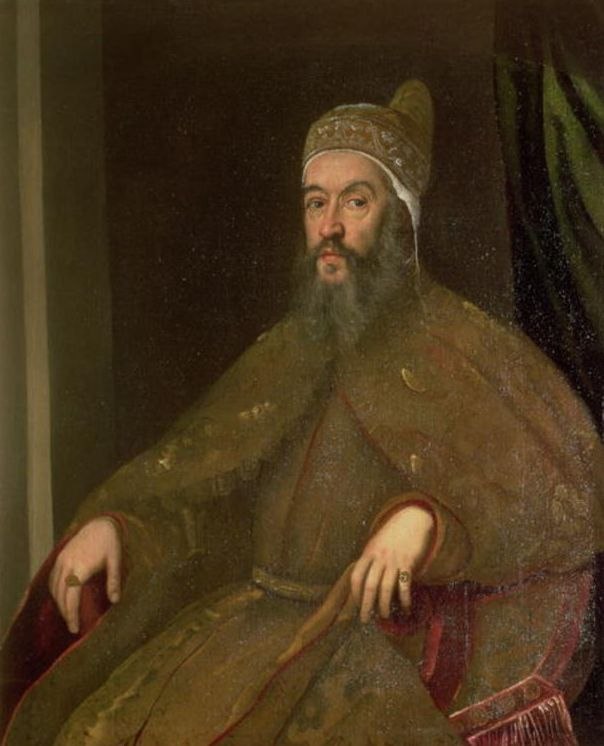
Alvise Mocenigo, gemalt von Jacopo Tintoretto, Öl auf Leinwand, 117 mal 99 cm, 1570/73, seit 1812 in den Gallerie dell’Accademia, Venedig

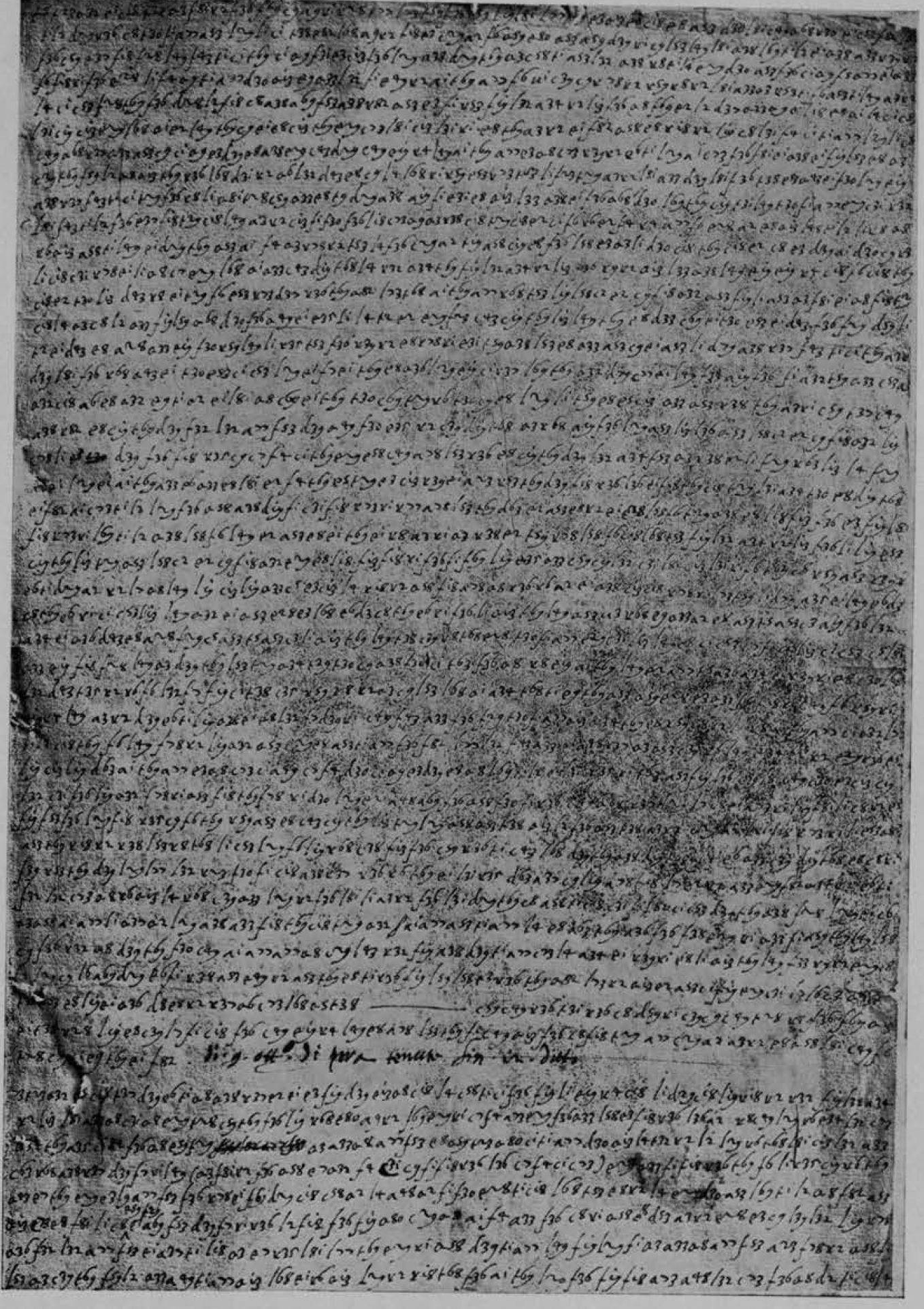
Verschlüsselte Nachricht über die Seeschlacht vor Lepanto aus der Feder des Bailò von Konstantinopel Marcantonio Barbaro, Oktober 1571

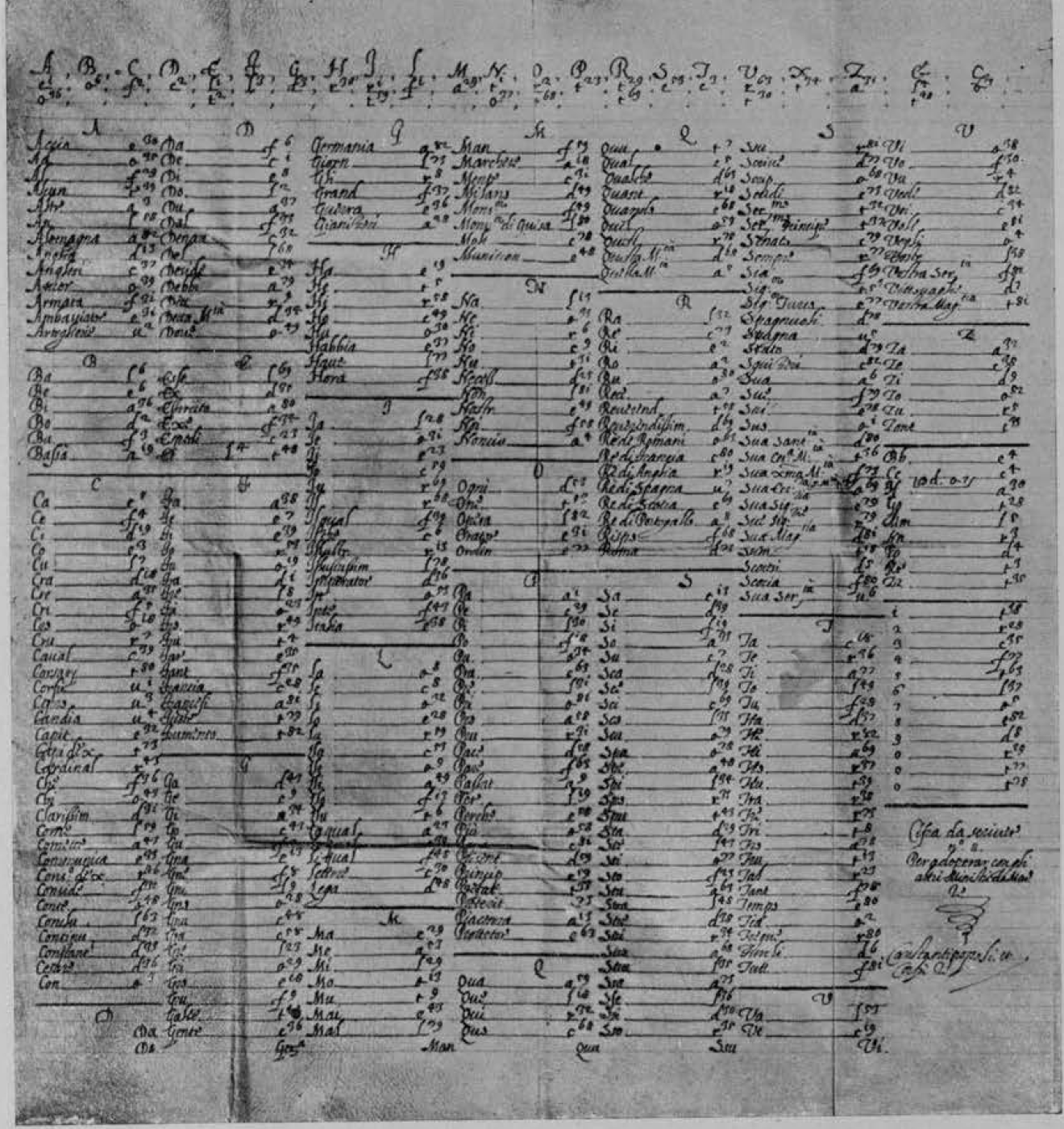
Cifrario des Bailò Marcantonio Barbaro von 1573

Alvise Mocenigo I. (* 26. Oktober 1507 in Venedig; † 4. Juni 1577 ebenda) war von seiner Wahl am 15. Mai 1570 bis zu seinem Tod, folgt man der Zählweise der staatlich gesteuerten Geschichtsschreibung der Republik Venedig, ihr 85. Doge.
Seine Ämterlaufbahn führte ihn in mehrere Städte Oberitaliens, das zu dieser Zeit sehr umkämpft war, aber auch als Botschafter, bzw. Gesandten an den Hof Kaiser Karls V. und nach Rom zu den Päpsten Paul IV. und Pius IV.
Während er Doge war, siegte 1571 die katholische Koalitionsflotte gegen die Osmanen in der Seeschlacht vor Lepanto, doch kam es gegen Ende seiner Amtszeit zum Ausbruch der Pest, die 1575 und 1576 in der Stadt wütete. Aus Dankbarkeit für die Erlösung von dieser Epidemie entstand die Kirche Il Redentore (der Erlöser). Mocenigos gewaltiges Grabmal wurde zu einer Stätte der Selbstverherrlichung.

## Familie
Alvise Mocenigo stammte aus der verzweigten Familie Mocenigo, die insgesamt sieben Dogen stellte. Diese waren: Tommaso Mocenigo (1414–1423), dann Pietro (1474–1476), Giovanni (1478–1485) und Alvise Mocenigo selbst. Im 18. Jahrhundert trugen drei weitere Dogen diesen Namen, nämlich Alvise Mocenigo II. (1700–1709), dann der dritte (1722–1732) und schließlich der vierte Träger dieses Namens (1763–1778).
Alvise wurde am 26. Oktober 1507 als erster von fünf Söhnen des Prokurators von San Marco Tommaso Mocenigo geboren. Die Familie gehörte dem Zweig (ramo) an, der in der Gemeinde San Stae lebte. Alvises Mutter war Lucrezia Marcello di Alvise di Pietro. Wie ihr Ehemann, so gehörte sie einer der angesehensten Familien an.
Alvise, der zu dieser Zeit ganz am Anfang seiner Ämterlaufbahn stand, heiratete 1533 Loredana Marcello di Alvise di Gian Francesco, die aus einem anderen Familienzweig stammte, als seine Mutter, wie der Zusatz di Gian Francesco anzeigt. Diese Verbindung war zwar günstig für die beiderseitigen Handelsinteressen, besonders des Fernhandels der großen Familien, doch hatte das Paar keine Kinder. Loredana war naturwissenschaftlich und literarisch gebildet; sie starb am 11. Dezember 1572, war also wenig mehr als eineinhalb Jahre Dogaressa.

## Leben

### Ämterlaufbahn

#### Erste Ämter (ab 1532), Wohnsitz bei Santa Margherita (1533–1566),Capitanoin Vicenza (1539/41)
Alvise Mocenigo erhielt eine gründliche Ausbildung, und er begann seine Ämterlaufbahn als Savio agli Ordini, ein Amt, in das er vom Großen Rat für die Zeit von Oktober 1532 bis März 1533 gewählt wurde. In diesem Amt beschäftigte er sich vor allem mit der Verpachtung von Frachtraum für die jährlich auszustattenden Schiffskonvois, die Mude oder Mudue. Nach der Hochzeit verlegten Alvise und seine Frau ihren Wohnsitz in die Gemeinde Santa Margherita im Westen der Stadt, um nach 1566 auf die Giudecca zu übersiedeln.
Von Oktober 1534 bis März 1535 füllte er erneut die besagte Position aus, abermals von Oktober 1537 bis März 1538. Doch am 14. Dezember 1539 wurde er Capitano in Vicenza, wo er sich ab Juni 1540 für ein Jahr aufhielt.

#### Terraferma (1544), Botschafter bei Kaiser Karl V. (1546–1548)

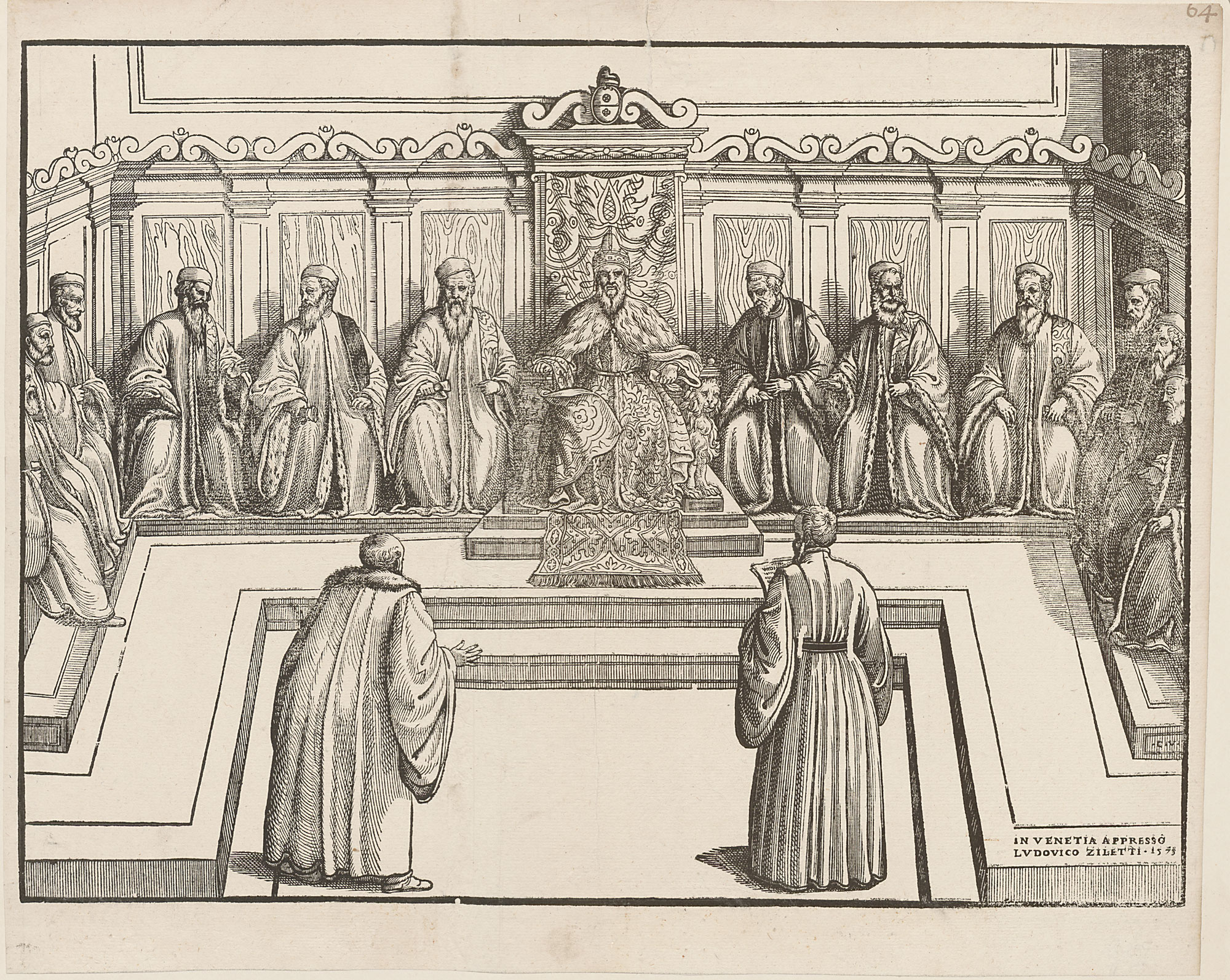
Darstellung einer Audienz beim Dogen aus dem Jahr 1573, Wolf-Dietrich-Klebeband: Städtebilder

Erst am 22. Februar 1544 setzte er seine Laufbahn fort, denn er wurde einer der Savi alle Decime, um sich im Juli für den Savio di Terraferma zu entscheiden, womit er erneut mit den Angelegenheiten des oberitalienischen Festlands betraut wurde. Am 11. Juni 1545 wurde er zum Gesandten am Hof Karls V. gewählt. Er verließ Venedig im März 1546 und erreichte den Kaiser in Augsburg. Er begleitete den Kaiser auf seinen Feldzügen bis zum 3. Juni 1548, also mehr als zwei Jahre lang. Dann ließ er sich beurlauben.
Sein Abschlussbericht (relazione) unterschied sich von denen anderer Gesandter und Botschafter durch seine scharfen Beobachtungen und durch Vollständigkeit. Nach der üblichen Beschreibung des Kaisers und seiner Familie – dabei erstaunt ihn das enge Verhältnis Karls zu seinem Bruder Ferdinand, der doch von so anderer Natur war – listet er die zahlreichen Herrschaften auf, die Karl zu Gebote standen. Allerdings bleibt „il Mondo novo“, wie er Amerika nennt, schemenhaft, vielleicht, weil ihm die Kolonien jenseits des Atlantiks nicht sehr bedeutend zu sein schienen. An einigen der Kämpfe nahm Mocenigo persönlich teil, etwa an der Schlacht von Mühlberg vom 24. April 1547, die die Habsburger für sich entscheiden konnten. Einerseits bewunderte Mocenigo den Kaiser, andererseits fürchtete er ihn als gefährlichen Gegner Venedigs. In seinem Abschlussbericht beschreibt er den Kaiser als überraschend schüchternen Menschen, von übermäßigem Appetit, von Angstzuständen geplagt, aber zugleich als großen Kaiser, der im Frieden seine besten Eigenschaften zeigte, im Krieg aber grausam und zynisch sein konnte. Mit dem Titel eines Ritters kehrte Alvise Mocenigo nach Venedig zurück.

#### Terraferma: Savio (1549–1552, 1554), Aufsicht über die Festungen (1551), Rat der Zehn (1554), Podestà von Crema (1552–1554)

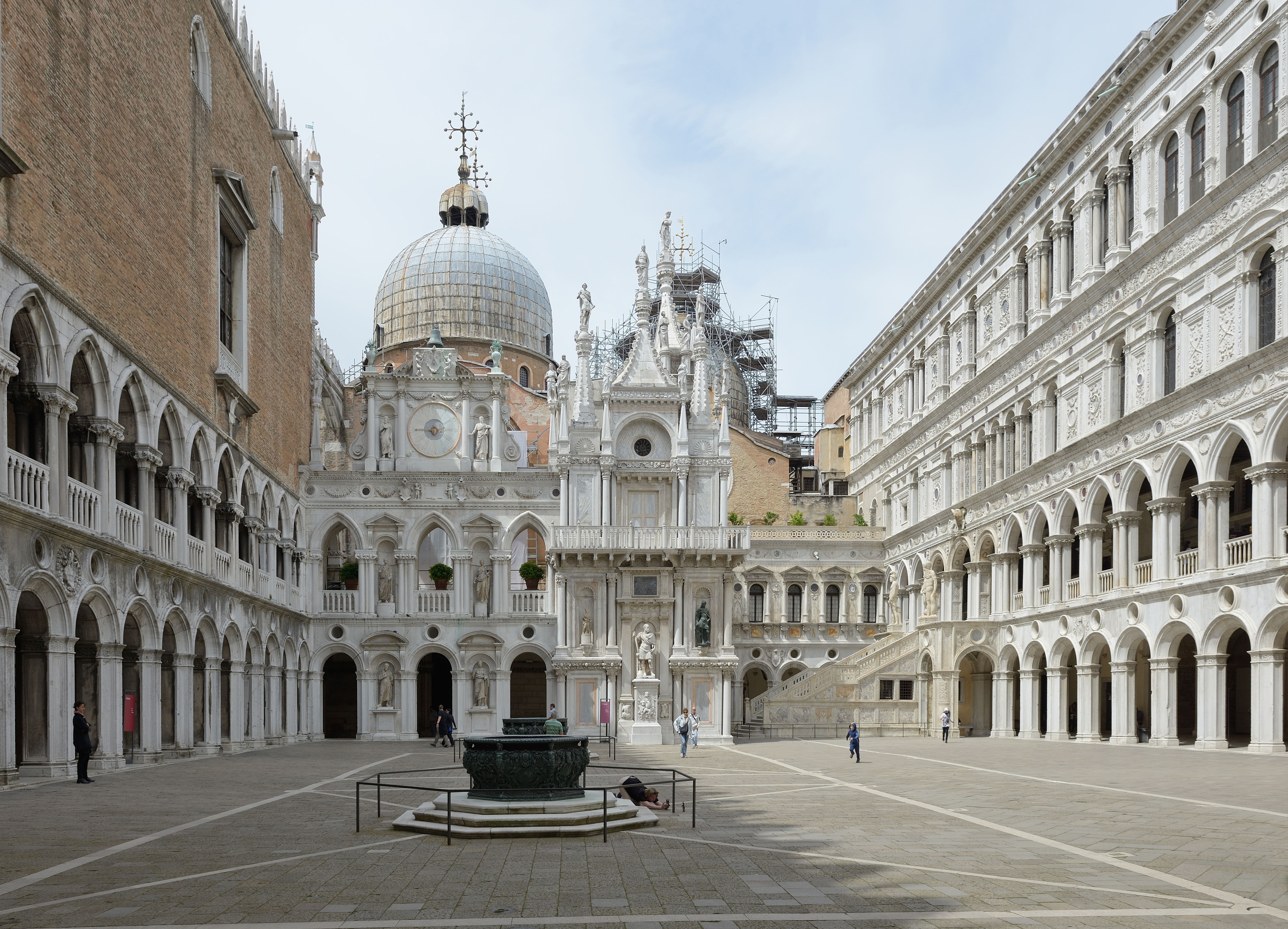
Der Innenhof des Dogenpalasts, rechts die Scala dei giganti („Treppe der Giganten“)

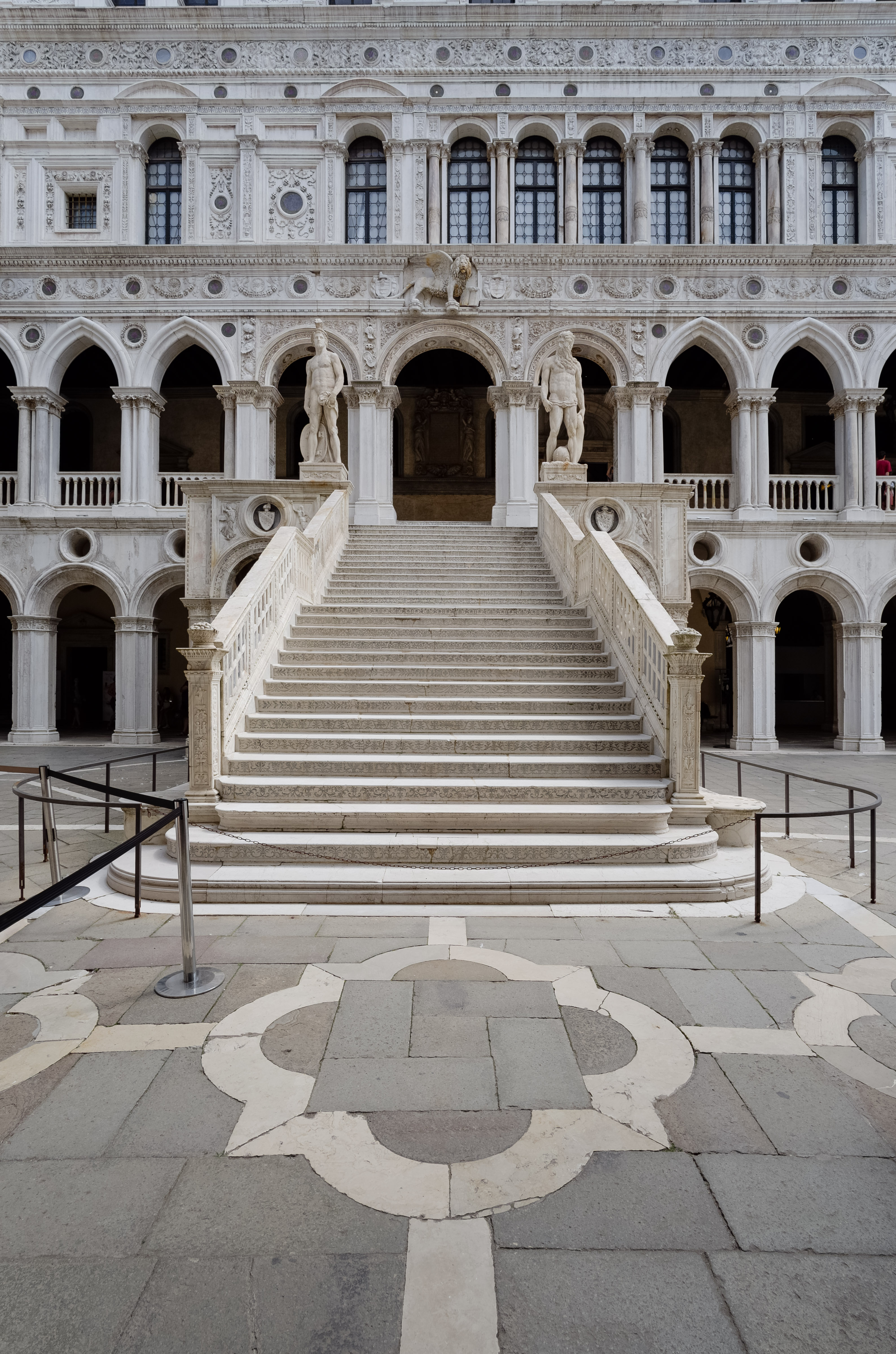
Die Scala dei giganti

Dort wurde er zum Savio di Terraferma, und zwar von 1549 bis 1552 jeweils im ersten Halbjahr, dann wieder von April bis September 1554. Am 3. Oktober 1551 folgte der Posten eines Provveditore sopra le Fortezze, er war also für den Festungsbau verantwortlich. Am 12. Juli 1552 wurde er zum Podestà von Crema gewählt, wo er sich vom 21. September 1552 bis zum 15. Februar 1554 aufhielt.
Alvise Mocenigo wurde zwar am 8. November 1553 zum Botschafter in Frankreich gewählt, doch erlangte er diesmal Dispens. Erstmals trat er im Oktober 1554 dem mächtigen Rat der Zehn bei. Am 2. Oktober 1555 wurde er Mitglied einer Kommission, deren Aufgabe darin bestand, die Scala dei giganti („Treppe der Giganten“) im Dogenpalast zu bauen, deren vier namensgebenden Skulpturen Jacopo Sansovino schuf.
Am 5. Januar 1556 wurde er zum Bailò von Konstantinopel gewählt, doch erhielt er auch diesmal Dispens. Stattdessen wurde er am 30. Juni desselben Jahres Sopraprovveditore alla Sanità, was ihm Aufgaben im Bereich der Vorsorge gegen Epidemien einbrachte. Erneut wurde er von Oktober 1556 bis März 1557 Savio di Terraferma, daran anschließend am 29. April Savio alle Acque, er war also für die Lagune von Venedig zuständig.

#### Botschafter in Rom (1557/1558–1560)
Am 17. September 1557 wurde er zum Botschafter in Rom gewählt. Im April 1558 erreichte er seinen Amtssitz, an dem er 27 Monate und acht Tage blieb. Seine Relazione hielt er im Oktober 1560 vor dem Senat. Darin bewunderte er, dass jeder, und sei er noch so bescheidener Herkunft, der sich mit den Angelegenheiten der Kirche ernsthaft auseinandersetzte, Bischof, Kardinal oder sogar Papst werden könne. Andererseits sei mancher aufgestiegen, der ohne Tugenden war, ja, sündhaft lebte und übel handelte. Noch während er sich in Rom aufhielt, wurde er zum Savio del Consiglio gewählt. Von den päpstlichen Machtmitteln, etwa dem Interdikt, glaubt er, das Volk habe sich ihnen früher gern unterworfen, da derlei Befehle gleichsam von ihrem Gott gekommen seien. Doch in der Gegenwart, mit ihren Häresien und Schismen, habe sich dies geändert, überall herrsche Ungehorsam und Konfusion. Dann folgt die übliche Beschreibung der politischen Gliederung, der wirtschaftlichen Verhältnisse, die Höhe der Staatseinnahmen und ihre Aufgliederung nach Einnahmequellen bis hin zum Ämterkauf, schließlich kommt er auf die Stadt Rom zu sprechen.

#### Im inneren Kreis:Savio del Consiglio(ab 1560), Padua (1560–1562), Gesandter am Kaiserhof, Friaul
Savio del Consiglio wurde Mocenigo ab dem 1. Oktober 1560, doch am 8. Dezember ging er stattdessen nach Padua, wo er zum Podestà gewählt worden war. Dort blieb er bis April 1562, befasst vor allem mit Adelsfehden und dem Hunger, unter dem die Provinz zu leiden hatte. Nach seiner Rückkehr kehrte er auf seinen Posten als Savio del Consiglio zurück (Juni bis September 1562), dann saß er im Rat der Zehn, um auf seine vorherige Position vom April bis September 1563 zurückzukehren. Wie auch in anderen höheren Ämterlaufbahnen wurde er zum Consigliere eines der Stadtteile, nämlich des Sestiere Dorsoduro (1. Oktober 1563 bis 4. August 1564).
Am 4. August 1564 wurde er gemeinsam mit Marino Cavalli zum Gesandten am Hof Kaiser Maximilians II. gewählt, um dem neuen Herrscher zu gratulieren. Die beiden Männer hielten sich vom 28. September bis zum 23. Oktober am Hof des Habsburgers auf. Wieder kehrte Mocenigo auf seine Position als Savio del Consiglio zurück (erste Jahreshälfte 1565, dann wieder in der ersten Jahreshälfte 1567, 1568 und 1569). Wieder erhielt er am 20. August 1565 eine militärische Aufgabe, nämlich als Provveditore alle difese del Friuli, verlängert am 17. Dezember desselben Jahres. Am 27. Februar 1566 wurde er zum Procuratore di San Marco de ultra gewählt, dem zweithöchsten Amt nach dem des Dogen.
In dieser Zeit war Mocenigo auch Savio all’Eresia, befasste sich also mit den Häresien, den Abweichungen von der Lehre Roms. Trotz der massiven Bedrohung durch die Osmanen hatte er keine Neigung zur päpstlichen Position in Fragen der Rechtgläubigkeit, doch näherte sich Venedig unter dem äußeren Druck dem Papst an.

#### Wahl zum Dogen
Dieser Gegensatz verhinderte aber keineswegs, dass er am 15. Mai 1570 die Wahl zum Dogen für sich entscheiden konnte. Seine übermäßige Strenge und seine Impulsivität verhinderten jedoch beinahe seine Wahl, in der er sich gegen seine späteren Nachfolger Sebastiano Venier und Nicolò da Ponte durchzusetzen vermochte.

### Das Dogenamt

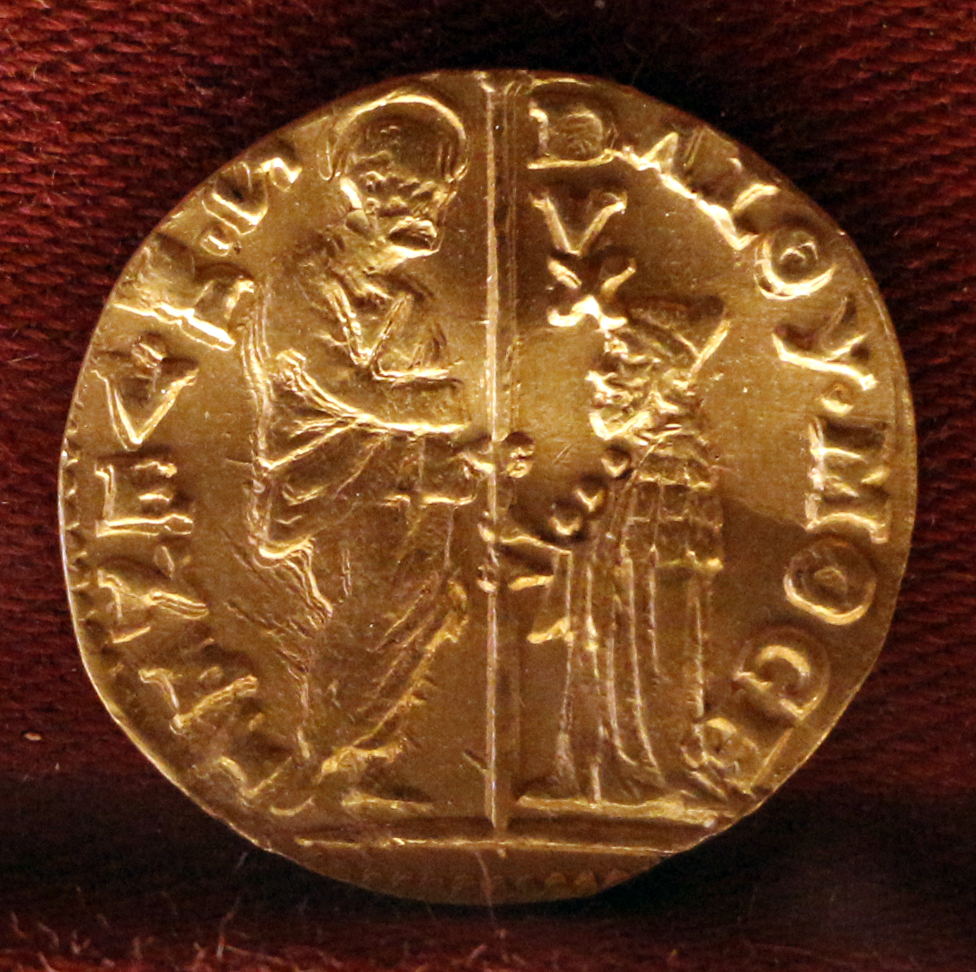
Zecchino des Dogen, kniend vor dem Evangelisten Markus, Museo Correr

Die Amtszeit Mocenigos war durch militärische Auseinandersetzungen mit dem Osmanischen Reich dominiert, durch Bündnisse mit dem Papst, Frankreich und Spanien einerseits und politische Spannungen mit denselben Mächten andererseits sowie durch einen wirtschaftlichen Niedergang der Lagunenstadt und eine Dezimierung der Bevölkerung Venedigs und der Terraferma durch Typhus und vor allem durch die Pest.
In seinem ersten Amtsjahr, am 3. August 1571, fiel die Stadt Famagusta auf Zypern an die Osmanen. Der Verteidiger der Stadt, Marcantonio Bragadin, wurde auf bestialische Weise hingerichtet. Erst nach zehn Jahren kam die Haut, die man ihm abgezogen hatte, nach Venedig.

#### Sieg in der Seeschlacht bei Lepanto (1571), Verlust Zyperns, dauerhafter Frieden (ab 1573)

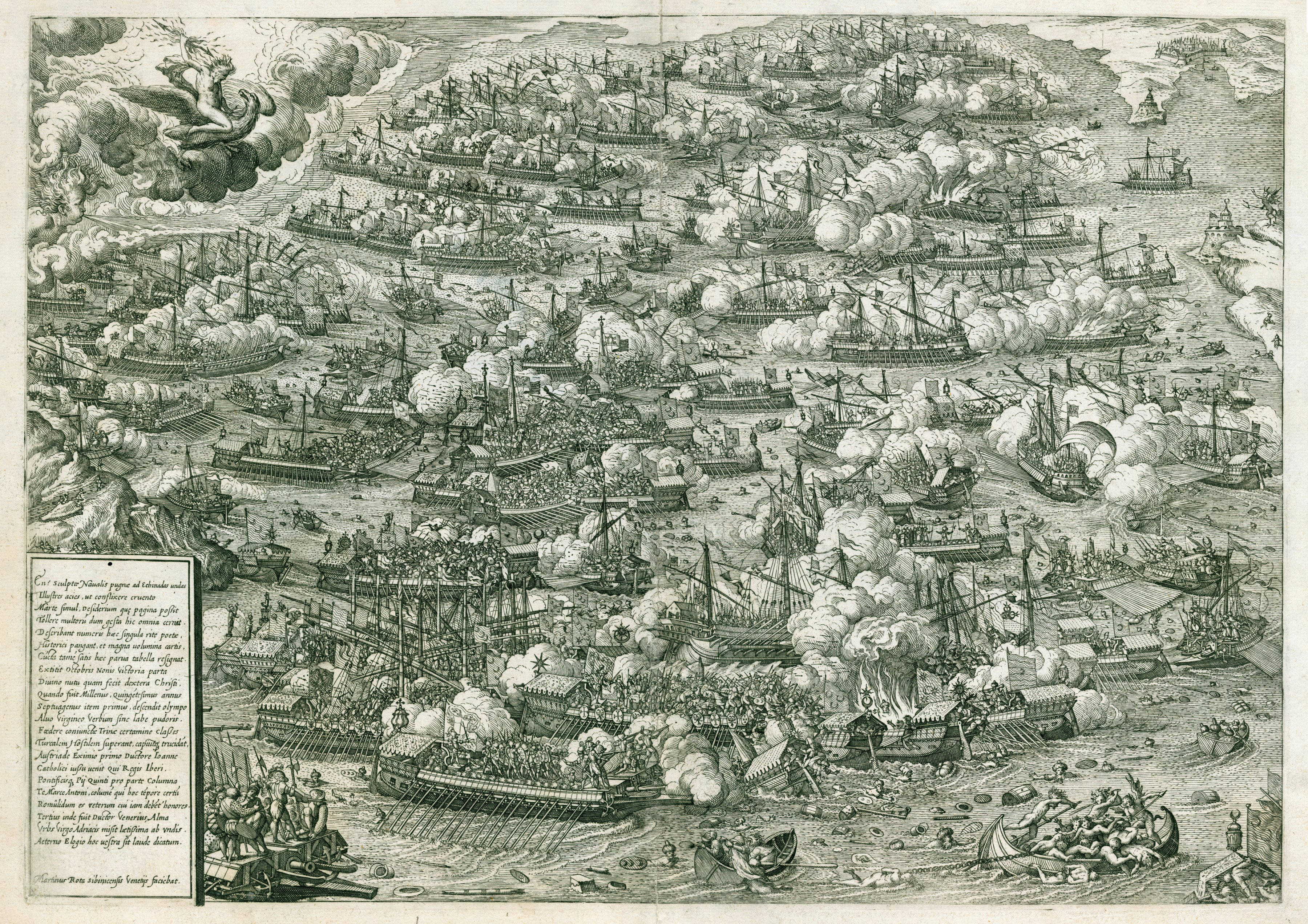
Die Schlacht in einem Druckwerk von Martino Rota (um 1520–1583), Venedig 1572

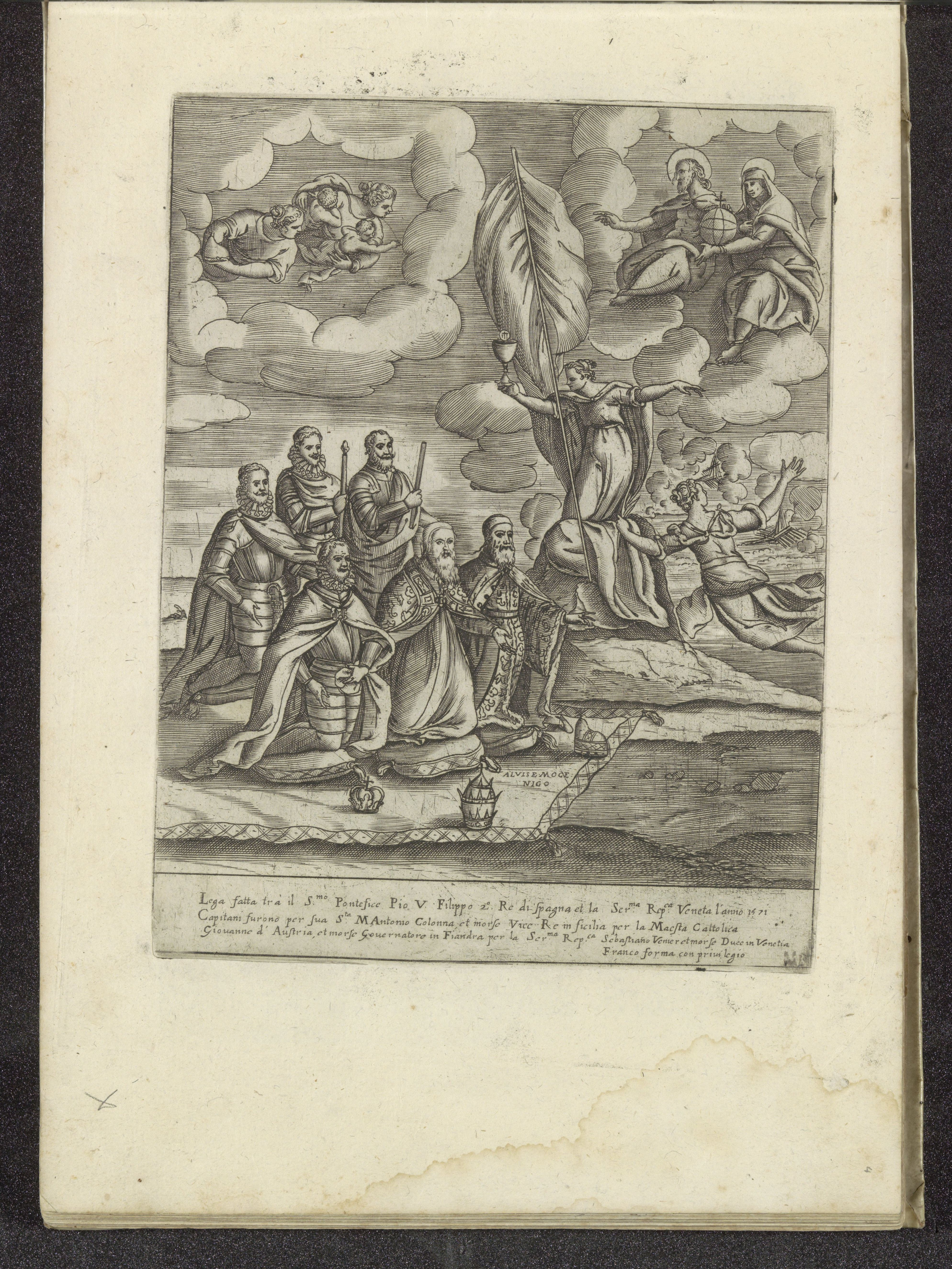
Bündniseid von 1571; rechts eine Personifizierung des Glaubens, links knien sechs Männer, die 1571 an der Schlacht von Lepanto beteiligt waren: Papst Pius V., König Philipp II., Doge Alvise Mocenigo, der Admiral und spätere Doge Sebastiano Venier, Marcantonio Colonna und Don Juan’Austria, 23,5 mal 18,1 cm, 1610, heute im Rijksmuseum

Im Zuge der Auseinandersetzungen hatten die Osmanen die venezianische Getreidezufuhr behindert. 1571 kam es im Golf von Patras zu einer Seeschlacht der Heiligen Liga von Venedig, Spanien und dem Papst, in der die Osmanen vor Lepanto besiegt wurden. Vordergründig waren die Osmanen die Verlierer und Venedig war bei den Siegern. Während es aber den Osmanen gelang, ihre Seemacht im östlichen Mittelmeer weiter zu festigen, hatte Venedig das wichtige Zypern verloren und zahlte zusätzlich 300.000 Dukaten in drei Jahresraten an den Verlierer von Lepanto – wie beim letzten Friedensschluss von 1540 –, um seine Handelsprivilegien zu sichern.
Trotzdem verzeichnete Venedig herbe Einbußen im Orienthandel, da der Sultan gleichermaßen holländische, französische und englische Kaufleute begünstigte. Durch den gleichzeitig wachsenden Überseehandel über die Atlantikhäfen wurde Venedig endgültig in eine wirtschaftspolitische Randlage gedrängt. Die osmanische Flotte beherrschte das östliche Mittelmeer. Bereits 1574 gelang ihr die Rückeroberung von Tunis, das die Spanier besetzt hatten. Zudem blieben Bar und Ulcinj osmanisch, ebenso wie die Festungen in der Mani auf der Peloponnes. Infolgedessen verfolgte Venedig eine Politik der Friedewahrung gegenüber Konstantinopel, die die Jahre 1573 bis 1644 kennzeichnet. Dennoch waren venezianische Einheiten auf dem Balkan, um örtliche Aufstände zu unterstützen, wenn auch eher Spanien die treibende Kraft war. Schließlich versuchte die venezianische Politik sogar, Aufstände zu unterbinden.
Dabei traten nun Handelsrivalen auf, wie Ragusa oder Ancona, aber auch die Uskoken von Senj oder, zumindest im Süden, von Konstantinopel gesteuerte und ermutigte Korsaren. Vor allem aber gefährdeten gegen Ende des Jahrhunderts die Habsburger die venezianische Dominanz in der Adria, etwa, indem sie Aufstände in Montenegro und Albanien ermutigten. Venedig seinerseits fürchtete die osmanische Reaktion, die sich in Form von erhöhter Präsenz der Armeen bemerkbar machte. So forderte mit dieser Begründung der Bischof von Korčula die Spanier 1606 auf, das Gebiet zu verlassen. Gleichzeitig entfaltete Venedig ein Spitzelsystem im westlichen Balkan, um den Frieden aufrechtzuerhalten, und scheute auch vor Verhaftungen nicht zurück, ebenso wenig wie davor, Konstantinopel über entsprechende spanisch-päpstliche Bemühungen in Kenntnis zu setzen.

#### Staatsbesuch König Heinrichs III. von Frankreich (1574)

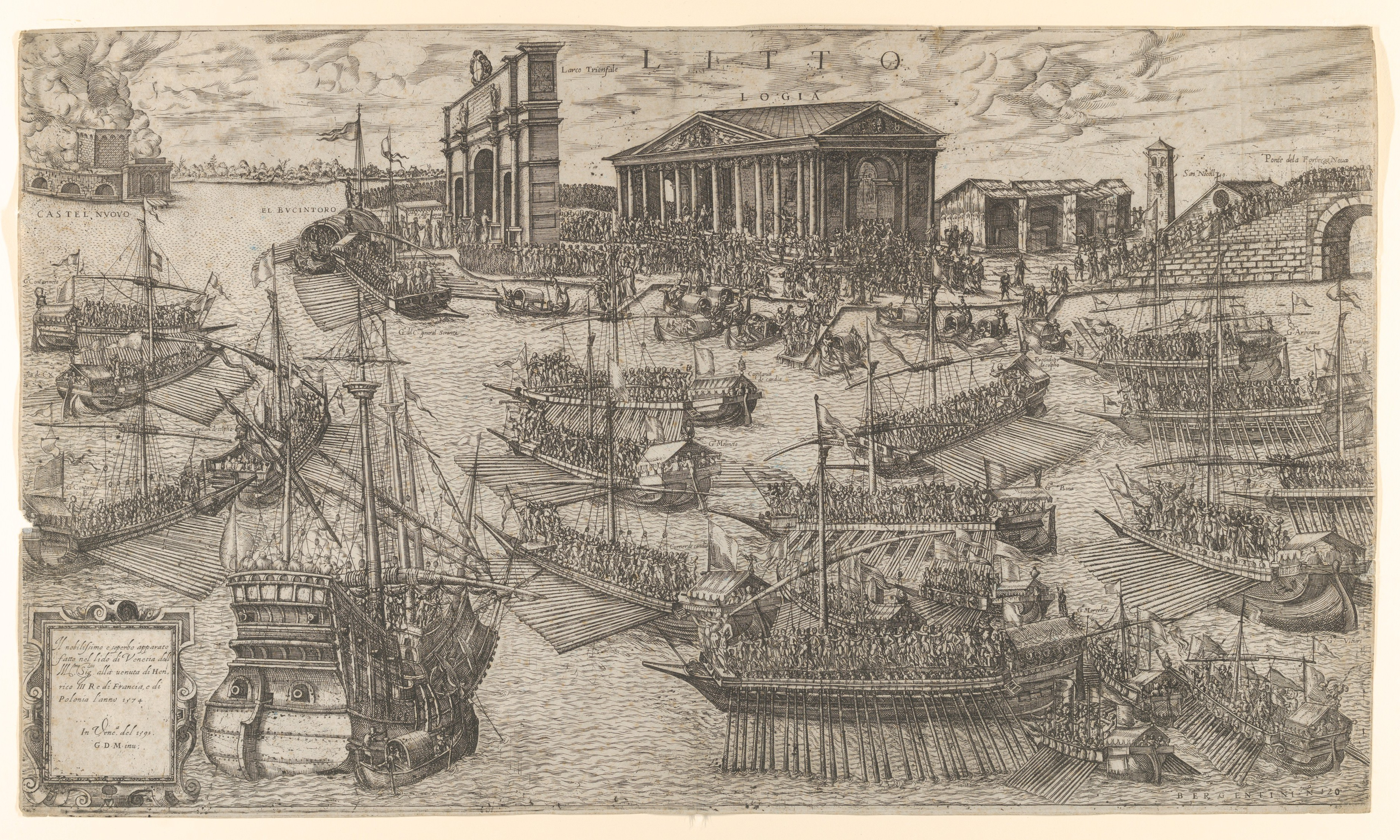
Die Ankunft des französischen Königs bei San Nicolò di Lido, Druck, 35,5 mal 60,5 cm, 1591, Metropolitan Museum of Art

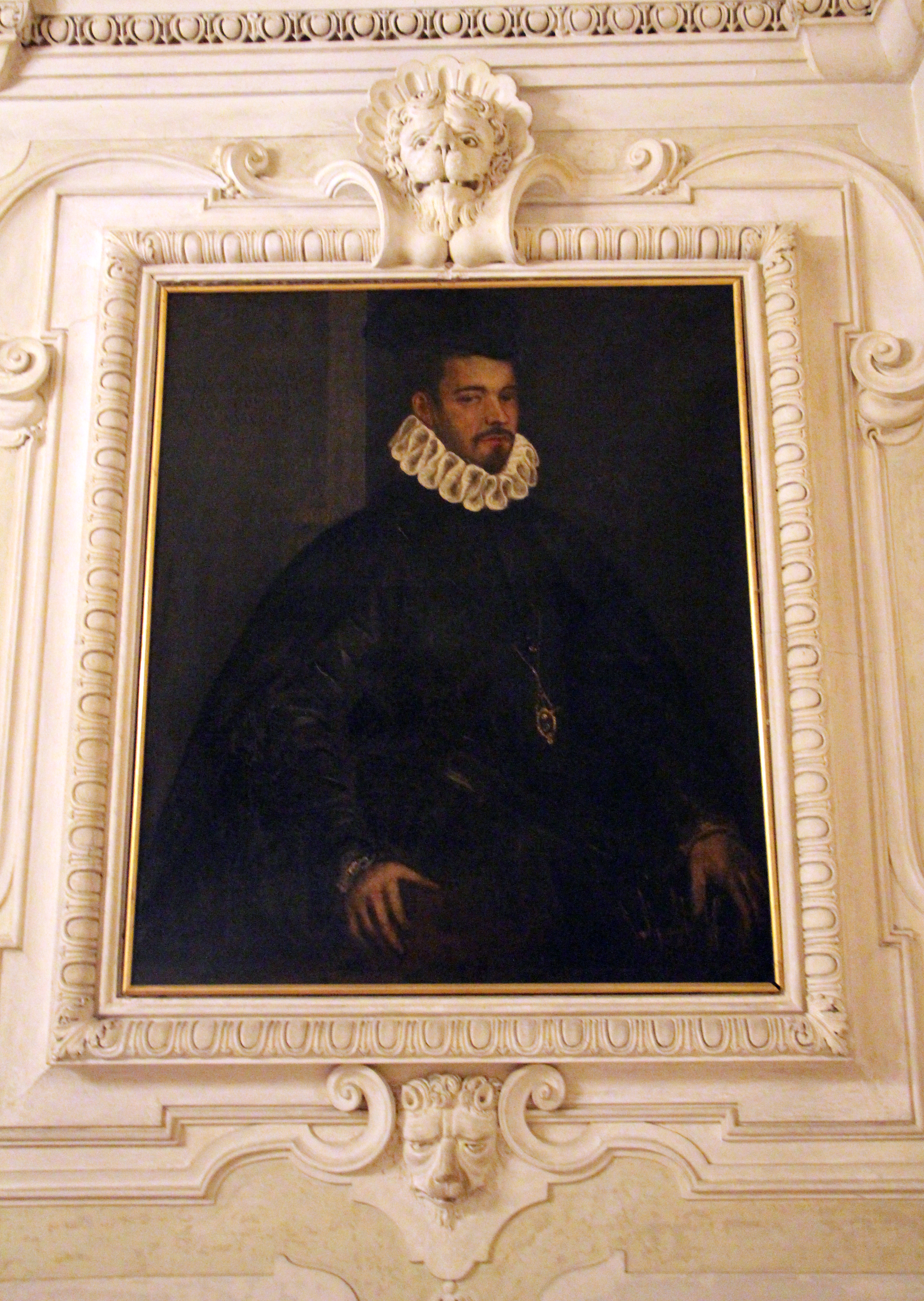
Jacopo Tintoretto zugeschriebenes Porträt Heinrichs III., 1574, Sala degli Stucchi, Dogenpalast

Trotz der wirtschaftlichen Misere und der leeren Staatskassen entfaltete Venedig anlässlich des Staatsbesuchs des jungen französischen Königs ab dem 18. Juli 1574 über eine Woche lang bis zum 27. Juli seinen ganzen Prunk; innerhalb des Staatsgebietes hielt sich Heinrich III. sogar fast einen Monat bis zum 29. Juli auf. Hintergrund war der Gedanke, den König für ein Bündnis zu gewinnen.
Der König wurde vom Dogen auf dem Bucintoro empfangen, dem venezianischen Staatsschiff. Alle namhaften Künstler Venedigs, wie Tizian, Palladio, Veronese, Tintoretto waren in die Ausstattung der Festlichkeiten eingebunden, von Sansovino stammte der Zuckerdekor des Banketts. Für Henri war die Etappe in Venedig der symbolische Höhepunkt seiner Anreise – ausschließlich durch katholische Staaten – zur Krönung in Reims und seines triumphalen Einzugs in Paris am 13. und 27. Februar 1575. Seine erste Nacht verbrachte der König auf Murano, am nächsten Tag eskortierten ihn der Doge und seine Entourage auf Galeeren nach San Nicolò di Lido. Dort wurden sie vom Patriarchen Giovanni Trevisan empfangen. Der Bucintoro, das Staatsschiff, brachte die Gesellschaft in Begleitung von Tausenden von Schiffen und Booten, unter Musik, Glockengeläut und Salutschüssen zum Markusplatz. Die zweite Nacht verbrachte Henri in der Ca’ Foscari am Canal Grande. Eine Audienz beim Dogen Alvise Mocenigo gehörte gleichfalls zum Programm. Bei der Abreise begleitete der Doge den König bis Lizzafusina, von da an ging es mit einem Flachbodenschiff über den Brenta bis nach Padua. Am 29. Juli lieferte der Doge einen abschließenden Bericht. Der König habe den Empfang als den großartigsten in der Welt erlebt. Der Ring, den Henri dem Dogen geschenkt hatte, ging in Staatsbesitz über, denn Geschenke auswärtiger Potentaten an den Dogen waren untersagt.

#### Pest (1575–1576), Redentorekirche, Tod des Dogen
In den Jahren 1575 und 1576 brach wieder einmal die Pest in Italien aus. Die Terraferma verlor ein Viertel ihrer Bevölkerung. Verheerend waren die Folgen der Pest auch in Venedig. Die Gremien der Stadt waren wegen der hohen Verluste unter ihren Mitgliedern fast nicht mehr arbeitsfähig. Prominentes Opfer war Tizian, der im Alter von rund 90 Jahren der Epidemie zum Opfer fiel.
In ihrer Not gelobten die Venezianer 1576 den Bau einer Kirche, wenn die Stadt von der Pest erlöst würde. Die Votivkirche Il Redentore wurde nach Entwürfen von Palladio zwischen 1577 und 1592 auf der Giudecca errichtet. Bis heute findet noch immer alljährlich die Festa del Redentore statt, bei der eine Pontonbrücke über den Canale della Giudecca errichtet wird.
Mocenigo starb am 4. Juni 1577. Sein Tod war von den Venezianern nach Berichten von Zeitgenossen – wohl in der Hoffnung auf bessere Zeiten unter einem Nachfolger – herbeigewünscht worden. Da er ohne Nachkommen war, vermachte er sein Vermögen seinen Brüdern, mit der Auflage, dass die männlichen Nachkommen den Namen Alvise erhalten sollten. Er starb am 4. Juni 1577.

## Grabmal und Bilder

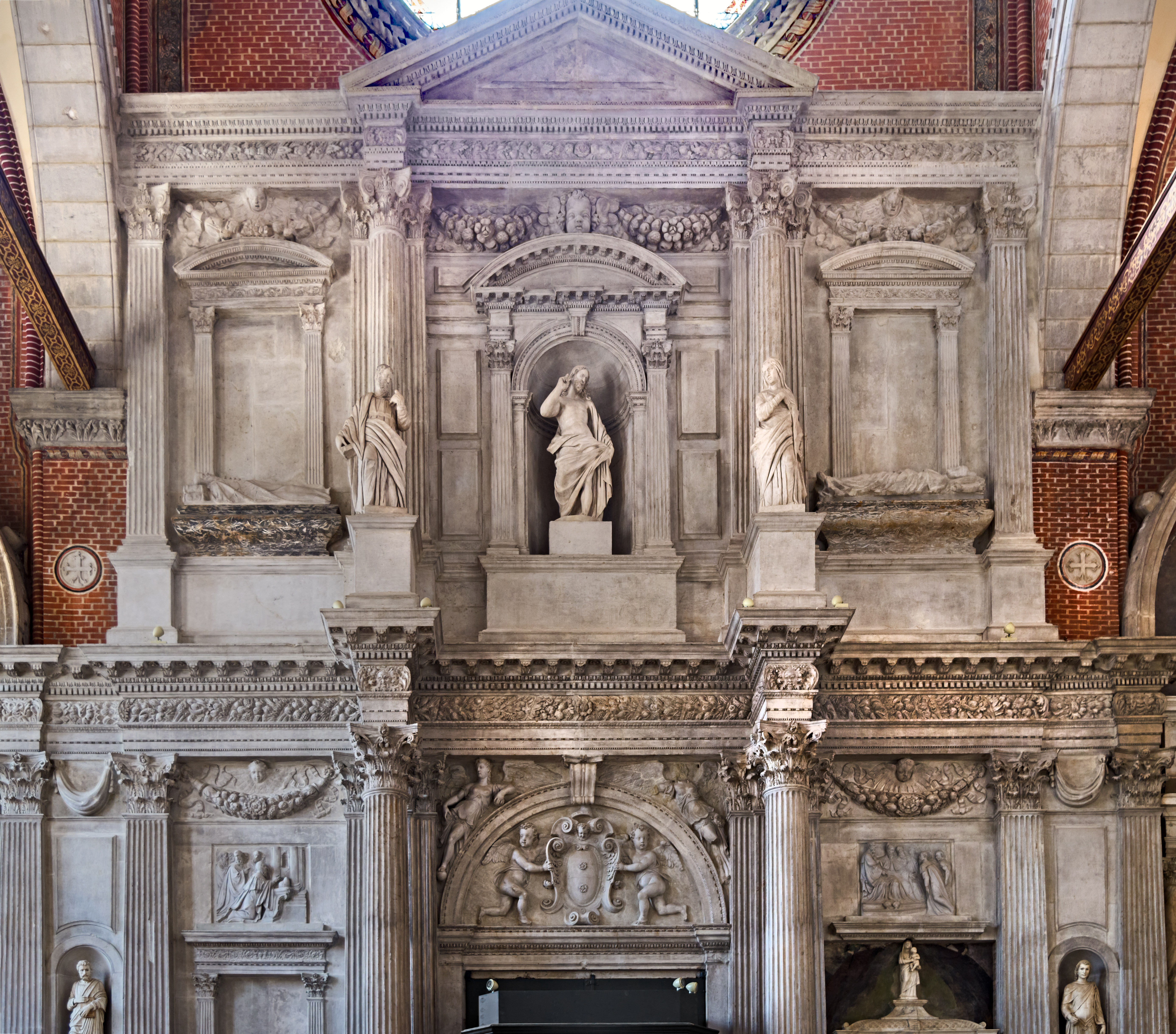
Grabmal des Alvise Mocenigo in San Zanipolo

Das Doppelgrabmal für Alvise und seine Frau Loredana († 1572) befindet sich in der Kirche San Zanipolo. Es wurde an der Westwand im Mittelschiff der Kirche errichtet, in unmittelbarer Nähe des Monuments für Pietro Mocenigo. Das Monument aus istrischem Stein, entworfen und ausgeführt von Girolamo Grapiglia (fl. 1572–1621) und Francesco Contino, der es 1646 vollendete, hat einen zweigeschossigen Aufbau. Im zweiten Geschoss befinden sich die beiden Sarkophage mit den Liegefiguren zu Seiten einer Figur des segnenden Christus. Das Kirchenportal ist in die Architektur des Monuments einbezogen.
In seinem Testament, das Mocenigo 1562, vor seiner Wahl zum Dogen, aufgesetzt hatte, war noch ein bescheidenes Grab vorgesehen, doch seine Wahl führte bald zu einer Abwandlung seines Testaments. Seinen geradezu dynastischen Ambitionen bot sich mit dem eigenen Grabmal eine Gelegenheit, für seine Familie eine Stätte der Selbstverherrlichung zu schaffen. Die gesamte Mauer am Eingang wurde praktisch eine Grablege für die Familie Mocenigo, in deren Glorifikation Alvise Mocenigo I. eine überaus prominente Rolle einnehmen konnte.

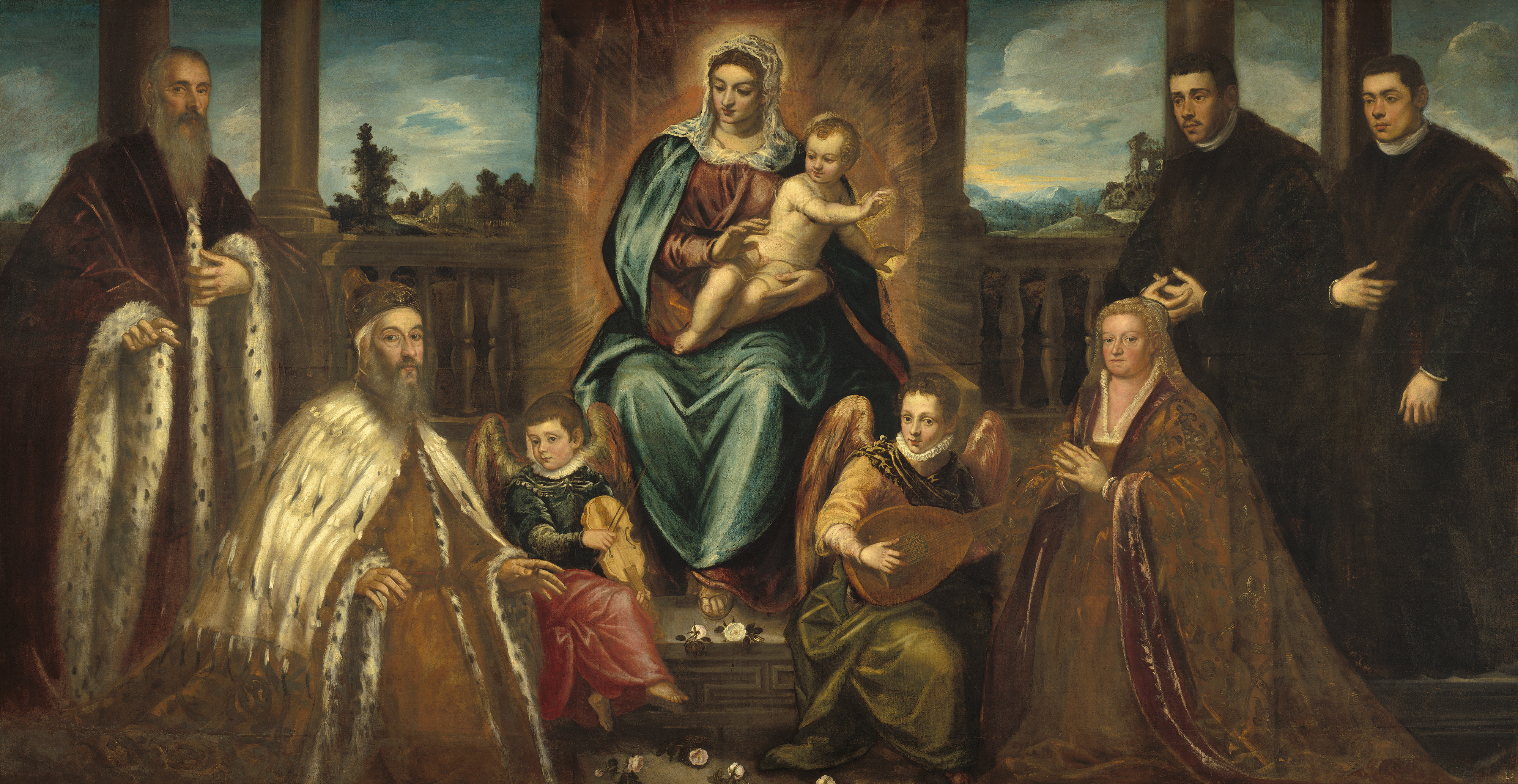
Jacopo Tintoretto: Der Doge und seine Familie vor Maria und dem Kind, Öl auf Leinwand, 216 mal 416 cm, National Gallery of Art; unten links der Doge, rechts die Dogaressa, links neben dem Dogen sein Bruder Giovanni, auf der rechten Seite seine Söhne Tommaso und Alvisetto. Häufig wurden die Gesichtszüge weiterer Familienmitglieder den Engeln gegeben, doch ist nicht klar, wer hier dargestellt sein könnte. Ursprünglich hing das Gemälde, von dem Teile ab 1570 entstanden sind, deren Fertigstellung wohl erst 1574/75 erfolgte, in einem Saal des Familienpalasts bei San Samuele. Im Hintergrund könnte der Besitz der Familie bei Villabona dargestellt sein.

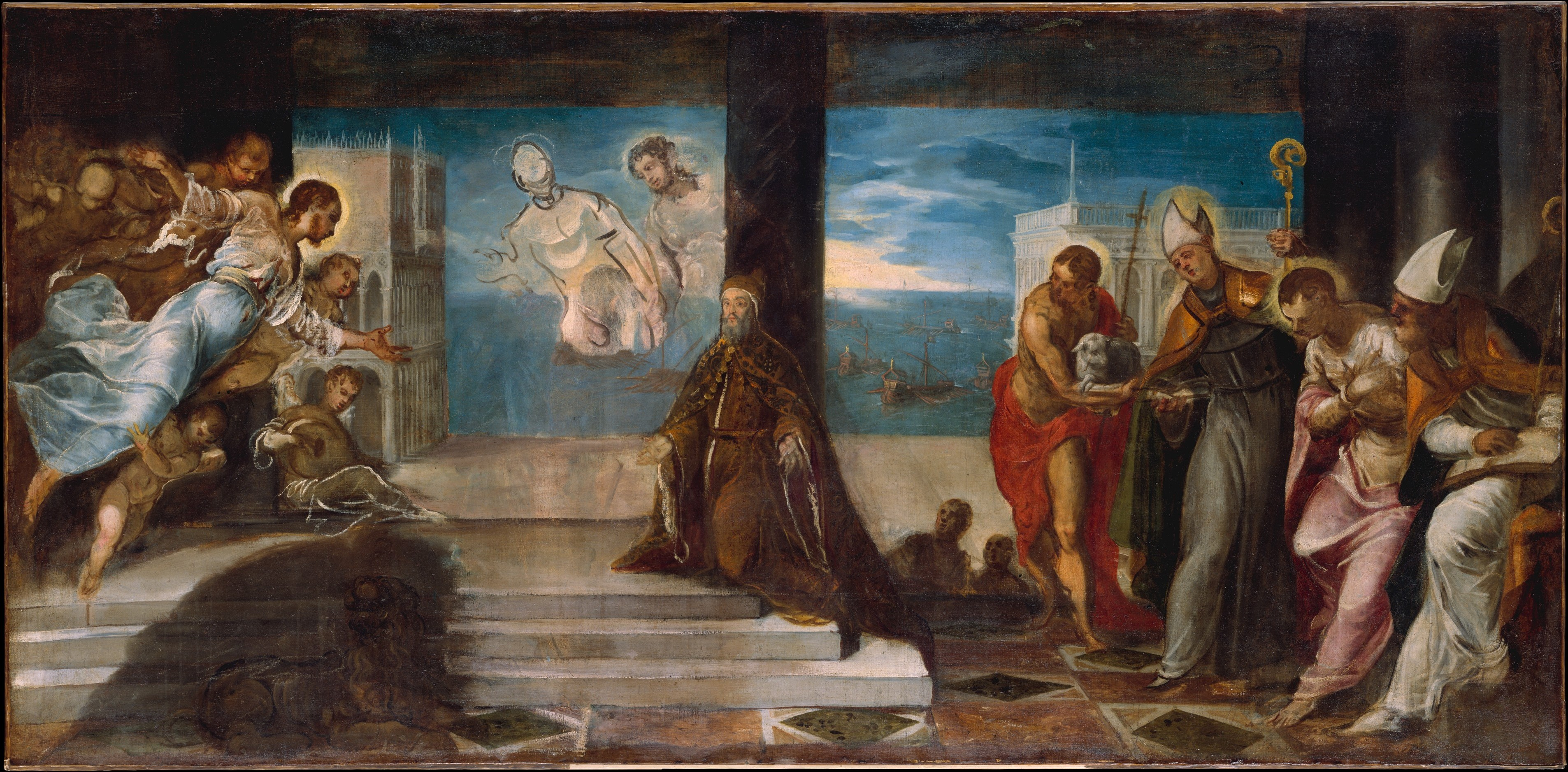
Jacopo Tintoretto: Der Doge Alvise Mocenigo wird dem Erlöser präsentiert, Öl auf Leinwand, 97,2 mal 198,1 cm, Metropolitan Museum of Art

Jacopo Tintoretto schuf neben dem obigen Porträt ein weiteres Bild mit dem Dogen im Mittelpunkt, nämlich Der Doge Alvise Mocenigo wird dem Erlöser präsentiert. Dieses befindet sich heute im New Yorker Metropolitan Museum of Art. Es entstand wahrscheinlich im Jahr 1577, blieb jedoch unvollendet. Bestimmt war es für die Sala del Collegio im Dogenpalast.